# Agence wallonne à l'exportation et aux investissements étrangers
 (janvier 2011).
Si vous disposez d'ouvrages ou d'articles de référence ou si vous connaissez des sites web de qualité traitant du thème abordé ici, merci de compléter l'article en donnant les références utiles à sa vérifiabilité et en les liant à la section « Notes et références ».
L'Agence wallonne à l'Exportation et aux Investissements étrangers (AWEX) est le département de la Région wallonne chargé de la promotion du commerce extérieur et de l'accueil des investisseurs étrangers. 
L'Agence résulte de la fusion, en 2004, de l'Agence wallonne à l'Exportation et de l'Office for foreign Investors (OFI).[source insuffisante]
L'Agence wallonne à l'Exportation et aux Investissements étrangers (AWEX) est un organisme d'intérêt public (OIP) de la Wallonie créée en 1998. Elle sert de relais et de partenaire pour les entreprises wallonnes souhaitant se développer au niveau international et constitue un guichet unique (one-stop shop) pour toute société étrangère intéressée par une implantation en Wallonie ou une extension d'activités déjà existantes. 
En quelques chiffres, l'AWEX, c'est :[source insuffisante]
- 417 personnes en Belgique (237) et à l'étranger (185) au service de l’économie wallonne (chiffres de fin 2020) ;

- en Belgique et à l'étranger au service de l’économie wallonne ;
- 6 bureaux régionaux de conseil et de proximité en Wallonie ;
- un réseau mondial de plus de 93 Conseillers économiques et commerciaux couvrant une centaine de marchés et une vingtaine d'organisations internationales. Parmi ceux-ci, 74 relèvent directement de l’AWEX. Les autres sont des représentants de Flandre ou de Bruxelles-Capitale, mais pouvant aussi travailler pour les entreprises wallonnes (chiffres de fin 2020) ;
- environ 2 900 entreprises wallonnes soutenues par an ;
- 1 filiale : SOFINEX (gestion des fonds pour les financement internationaux).

L'AWEX est certifiée ISO 9001 depuis 2002.[source insuffisante]

## Missions
L'AWEX est chargée du développement et de la gestion des relations économiques internationales de la Wallonie.
Les objectifs et missions de l’Agence sont fixés par un Contrat de gestion signé, pour un terme de 5 ans, avec le Gouvernement wallon.[source insuffisante]

## Historique

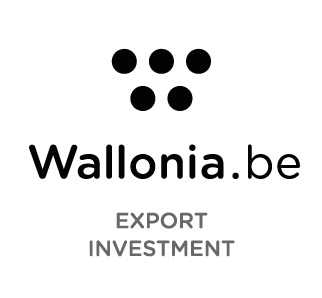
Logo de l'AWEX

De par son statut d'agence régionale, l'évolution de l'AWEX, est liée aux différentes étapes de la réforme de l'État belge et plus particulièrement à celles touchant la régionalisation du commerce extérieur.
La transformation de l'Agence a commencé en 1990 et s'est poursuivie jusque 2004, date à laquelle ses compétences historiques de soutien aux exportations se sont complétées d'une mission de promotion des investissements étrangers en Wallonie.

### 1998-2004
Ce renforcement de moyens et de compétences, d’une part, la recherche d’un maximum d’efficacité et de flexibilité de gestion et d’action au profit du monde de l’entreprise dans un environnement international très concurrentiel, d’autre part, vont pousser le Gouvernement wallon à doter l’AWEX d’un nouveau statut qui va lui consolider son autonomie.
C’est le décret du 2 avril 1998 qui transforme l’Agence wallonne à l’Exportation en un organisme d’intérêt public de type B, avec personnalité juridique distincte et Conseil d’Administration.
- 2003 – Création de la Société de Financement à l’Exportation (SOFINEX), filiale commune de l’AWEX, de la SOWALFIN et de la SRIW. Cette société met à la disposition des entreprises différents mécanismes de financements internationaux (lignes de crédit, garanties, prêts…)[3]

### 2004-Aujourd'hui
Compétente, jusqu’en 2004, pour ce que l’on peut génériquement définir par la promotion extérieure des intérêts économiques régionaux et le soutien aux entreprises exportatrices, l’Agence va intégrer une nouvelle compétence à la suite de sa fusion avec l’Office for foreign Investors (OFI) créé lui aussi en 1998 par le Gouvernement wallon.
Par le décret du 1er avril 2004 est créée l’Agence wallonne à l’Exportation et aux Investissements étrangers. L’acronyme AWEX est maintenu et sa structure emprunte le statut accordé à l’AWEX en 1998, à savoir celle d’un organisme d’intérêt public.
Son mode de fonctionnement ne s’en trouve donc pas modifié, sinon que :
- sa compétence s’exerce désormais sur l’ensemble des relations économiques internationales de la région, à l’exception du reliquat maintenu au niveau fédéral par la loi de juillet 2001, en matière de commerce extérieur;
- ses ressources humaines et budgétaires se voient élargies de par la fusion ;
- la composition de son Conseil d’Administration s’en voit adaptée.

Voici une liste d'évènements importants lié à l'organisme depuis 2005 :
- 2006 – Lancement du programme EXPLORT[4],[5]
- 2017 – Ouverture des premiers hubs "Digital Wallonia" à San Francisco et Barcelone[6] et développement de quatre incitants financiers (via le portail chèques-entreprises.be pour du support de consultance, de l’expertise marchés à l’international (EMI), des chèques coaching export ou encore des formations linguistiques)[7]. Ces aides dédiées aux créateurs d’entreprises et aux entrepreneurs wallons sont simplifiées, digitalisées et chaque entreprise peut les consulter en ligne.